# A History of Bad Decisions
| Recensione   | Giudizio |
| ------------ | -------- |
| AbsolutePunk | [ 1 ]    |

A History of Bad Decisions è il secondo EP del gruppo musicale pop punk Neck Deep, autopubblicato il 19 febbraio 2013.

## Il disco
L'EP è stato ripubblicato in diverso missaggio nella raccolta Rain in July/A History of Bad Decisions, pubblicata dalla Hopeless Records il 17 giugno 2014. Il cantante Ben Barlow ha detto che questa raccolta sarebbe stata la "definitiva pubblicazione di [queste] canzoni". La band ha sperato che i nuovi fan che hanno apprezzato Wishful Thinking avrebbero potuto "godere della possibilità di controllare queste canzoni ora che abbiamo avuto la possibilità di migliorare il modo in cui suonano".

## Tracce
Testi e musiche di Neck Deep.
1. Up in Smoke – 3:11
2. Tables Turned – 3:24
3. Head to the Ground – 2:40

## Formazione
Formazione come da libretto.
Neck Deep
- Ben Barlow – voce
- Matt West – chitarra ritmica
- Dani Washington – batteria
- Lloyd Roberts – chitarra solista, cori
- Fil Thorpe-Evans – basso, cori

Produzione
- Sebastian Barlow – produzione, ingegneria del suono
- Michael Fossenkemper – mastering